# District de Brégence
Pour les articles homonymes, voir Bregenz (homonymie).

Brégence est un Bezirk (district) du Land autrichien de Vorarlberg.
Le district de Bregenz est constitué des municipalités suivantes :
- Alberschwende
- Andelsbuch
- Au
- Bezau
- Bildstein
- Bizau
- Brégence
- Buch
- Damüls
- Doren
- Egg
- Eichenberg
- Fußach
- Gaißau
- Hard
- Hittisau
- Höchst
- Hohenweiler
- Hörbranz
- Kennelbach
- Krumbach
- Langen bei Bregenz
- Langenegg
- Lauterach
- Lingenau
- Lochau
- Mellau
- Mittelberg
- Möggers
- Reuthe
- Riefensberg
- Schnepfau
- Schoppernau
- Schröcken
- Schwarzach
- Schwarzenberg
- Sibratsgfäll
- Sulzberg
- Warth
- Wolfurt